# Al-Mogran Development Project
Das Al-Mogran Development Project ist ein Städtebauprojekt von über 4 Milliarden Dollar Investitionsvolumen unter der Leitung der Alsunut Development Company (ADC), das mehrere Quadratkilometer im Stadtgebiet al-Mogran in der sudanesischen Hauptstadt Khartum am Zusammenfluss des Weißen und Blauen Nil entwickeln soll. 

## Geschichte
Die Entdeckung und Förderung von Erdöl im Sudan hat der sudanischen Regierung einen Überschuss von mehreren Milliarden Dollar eingebracht, der die Finanzierung dieses Projektes erlauben sollte.
Seit 2004 hatte das Projekt zwei Hauptphasen:
- Phase 1: die zentrale Geschäftsgebietentwicklung
- Phase 2: Entwicklung des Wohnflächen

Das Al-Mogran-Projekt sollte nach Fertigstellung über eine Bürofläche von 1 km² für etwa 60.000 Arbeitsplätze und 1100 Wohnhäuser für eine Bevölkerung von 45.000 Menschen verfügen. Bis 2014 sollte das Projekt abgeschlossen sein.

## Unterbrechung
Da die sudanesische Regierung zunehmend unter Druck stand, den Darfur-Konflikt zu beenden, wurde das Al-Mogran-Projekt 2007 gestoppt, nachdem die USA das Projektmanagementunternehmen ADC aufgrund seiner Verbindung zur sudanesischen Regierung auf die Sanktionsliste des Office of Foreign Assets Control für den Sudan gesetzt hatten.

## Neuere Entwicklung
Im Jahr 2021 kündigte die Emirates Stallions Group aus Abu Dhabi ein Tourismusprojekt im Rahmen des Al-Morgan-Projektes in Partnerschaft mit der sudanesischen DAL Group im Wert von 65,3 Millionen US-Dollar an. Das Projekt wird aus einem 16-stöckigen Hotel und Residenzen bestehen.